# Kartzow
Kartzow ist ein bewohnter Gemeindeteil von Fahrland, einem Ortsteil der Stadt Potsdam.

## Geografie
Das Dorf Kartzow liegt am Rande der Döberitzer Heide ca. 12 Kilometer nordwestlich von Potsdam. Die Ortslage wird im Westen durch eine Niederungsrinne, den Großen Graben, im Osten von der Fahrländer Chaussee und im Norden von der darin einmündenden Dorfstraße begrenzt. Die südliche Begrenzung bilden das ehemalige Rittergut unter der Bezeichnung Schloss Kartzow mit dem dazugehörigen Gutspark.

## Geschichte
Die erste schriftliche Erwähnung als Pfarrdorf Cartzow geht auf das Jahr 1357 zurück. Auf eine frühere Besiedelung weisen bronzezeitliche Urnenfelder am nordwestlichen Dorfrand und frühbronzezeitliche Siedlungs- und Grabfunde innerhalb es Dorfes hin.
Das kleine Straßendorf dürfte ursprünglich einzeilig bebaut gewesen sein. Es liegt an der von Saarmund nach Nauen verlaufenden mittelalterlichen Handelsstraße, die ausschlaggebend für die Entwicklung des Dorfes gewesen sein dürfte. Im Landbuch Karls IV. werden 1375 ein Pfarrer, zwei Adlige und 14 Kossätenhöfe erwähnt, von denen bereits fünf Hofstellen wüst lagen. Es werden keine Bauern genannt. Darüber hinaus verfügt das Dorf über einen Krug.
Nach 1412 besaß die Familie (von) Spil Anteile an Kartzow. Vor dem Jahre 1412 bis 1729 verfügten die Hünickes über die Obrigkeit und sieben freie Hufen bzw. das ganze Dorf mit Ober- und Untergericht, Straßengericht, Patrimonialgericht und einer Heide beim Wolfsberg.
Im Schlossregister des Jahres 1450 werden die Hünickes als alleinige Besitzer des Dorfes und eines Hofes mit sieben freien Hufen aufgeführt. Erst 1624 sind zehn Hüfner (Vollbauern) aufgeführt. Die Hünickes waren u. a. in Paaren und Satzkorn begütert. Im Jahr 1708 waren sechs Dreihüfner einschließlich des Schulzen, vier Kossäten, ein Schmied und ein Dorfschäfer verzeichnet. Der letzte Besitzer aus der Familie von Hünicke, Cuno von Hünicke, verkaufte das Rittergut 1729 an Ludwig von Fronhofer. Der verkaufte es 1731 an den Oberstleutnant und Landeshauptmann Christian Johann von dem Knesebeck. Dessen Sohn verkaufte es 1769 an Josephe Charlotte von Wülcknitz, geb. von Hahn, von der es 1795 an ihren Ehemann Hans Heinrich von Wülcknitz und bald darauf an den Sohn Heinrich Otto von Wülcknitz überging.
Bis nach 1859 wechselten die Gutsbesitzer häufig. Im Jahre 1840 waren 20 Wohnhäuser im Dorf und das Rittergut vermerkt, das zu diesem Zeitpunkt im Besitz von Johann Carl Sietlow war, der es zur wirtschaftlichen Blüte brachte.
Bis zur Mitte des 19. Jahrhunderts dominierte Fachwerkbauweise mit Rohrdach das ländliche Erscheinungsbild. Dies änderte sich nach dem „Großen Brand“ von 1873, dem die Kirche und die meisten Fachwerkbauten zum Opfer fielen. Die neu errichteten Gebäude wurden überwiegend in Ziegelbauweise ausgeführt.

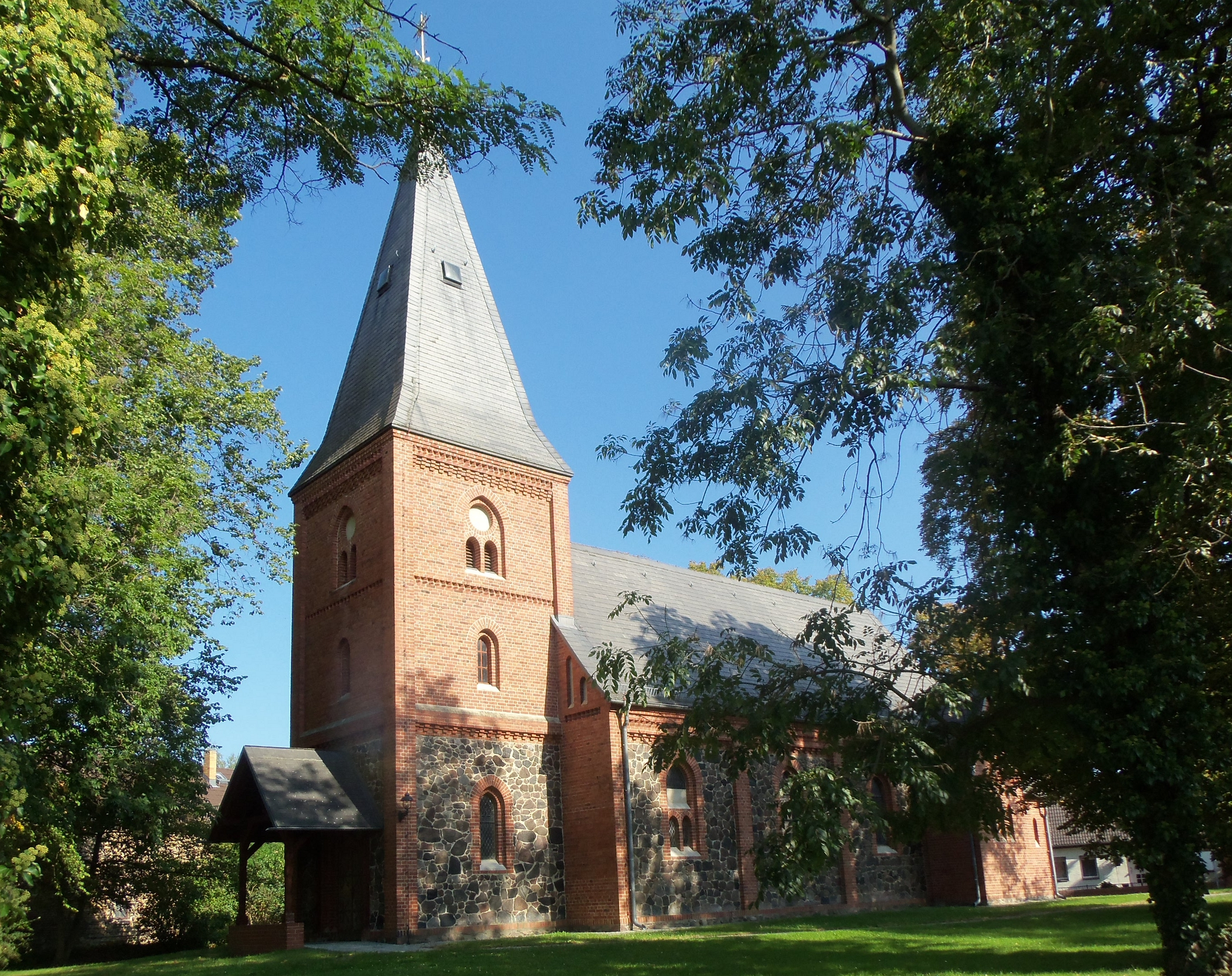
Dorfkirche Kartzow

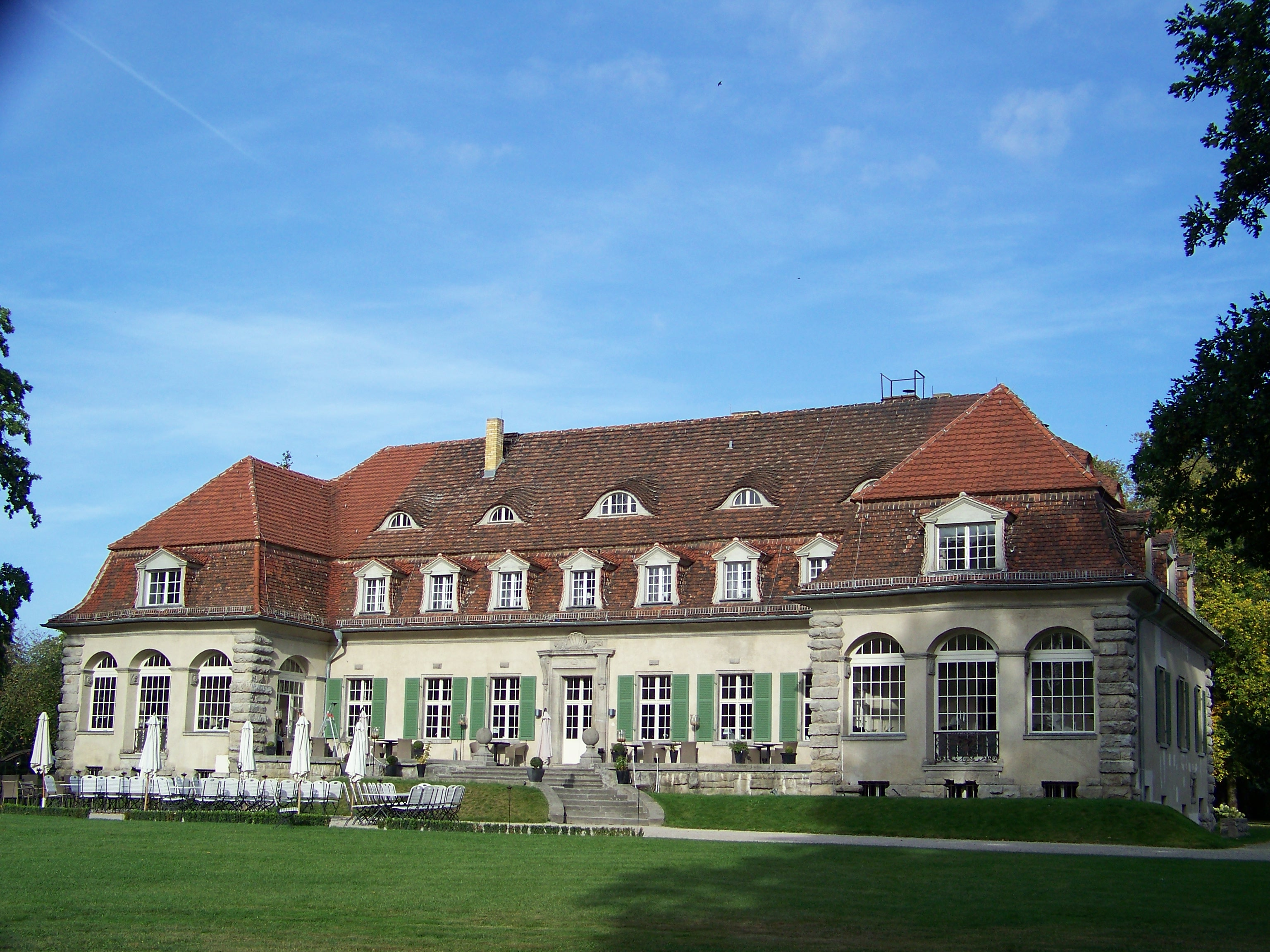
Schloss Kartzow

Die Kirche wurde in den Jahren 1879/1880 im neugotischen Stil, als Saalbau mit polygonalem Chor und eingezogenem Westturm, ebenfalls neu errichtet. Auf den Berliner Architekten Theodor Prüfer deutet eine Inschrift auf einer der drei Turmglocken hin. Das Sühnekreuz blieb als einziges mittelalterliches Zeugnis auf dem Kirchhof erhalten.
Zu Beginn des 20. Jahrhunderts übernahm der Berliner Spirituosenfabrikant Arthur Gilka das Rittergut. Ausschlaggebend dürften die vorhandene Brennerei und die gute Bodenqualität der Ackerflächen gewesen sein. Der Fabrikant ließ das Gutshaus des Ritterguts in den Jahren 1912 bis 1914 durch den Berliner Architekten Eugen Schmohl  zum Schloss Kartzow umgestalten, bei dem ein repräsentativer, dreiflügliger Bau in barocker Formensprache entstand. Das Gut wurde 1937 nach dem Ableben von Gilka durch die Witwe veräußert. 1941 erwarb es der Staat und überließ es der Wehrmacht, da eine weitere erhebliche Erweiterung des Truppenübungsplatzes Döberitz bis nach Kartzow geplant war.
Nach Ende des Zweiten Weltkriegs wurden 1945 etwa 50 Hektar des ehemaligen Gutsbezirkes Döberitz durch Enteignung der Gemeinde Kartzow zugeschlagen. Das Gutshaus des Rittergutes diente von 1945 bis 1949 als Unterkunft für Umsiedler und wurde danach im Jahr 1949 zum Kindergenesungsheim umgebaut. Von 1974 bis 1984 diente das Gutshaus als Kinderheim, danach bis 1996 als Sanatorium für nierenkranke Kinder. Von 1998 bis 2006 stand das Gutshaus leer und wurde erst im Dezember 2006 verkauft. Nach einer Sanierung im Jahre 2007 wird es für Veranstaltungen, vorwiegend Hochzeiten, genutzt und es befindet sich eine Außenstelle des Potsdamer Standesamtes darin.
1953 entstand eine Landwirtschaftliche Produktionsgenossenschaft im Ort, die sich 1965 als Betriebsteil der Gärtnerischen Produktionsgenossenschaft in Neu Fahrland anschloss. Auf den Feldern um Kartzow herum entstanden Apfelplantagen. Im Dorf selbst wurden noch eine Station für Pflanzenschutz und einige Anlagen zur Herstellung von Frostgemüse eingerichtet. Die Wiedervereinigung von 1990 brachte für die Landwirtschaftseinrichtungen das Aus.
Kartzow gehörte bis 1952 als selbstständige Landgemeinde zum Landkreis Osthavelland, danach zum Kreis Potsdam und wurde am 14. März 1974 als Ortsteil nach Fahrland eingemeindet. Seit dem 26. Oktober 2003 ist Kartzow ein Ortsteil von Potsdam.

## Verkehr
Kartzow liegt am westlichen Berliner Außenring zwischen Satzkorn und Priort.